# Polystachya geraensis
Polystachya geraensis är en orkidéart som beskrevs av João Barbosa Rodrigues. Polystachya geraensis ingår i släktet Polystachya och familjen orkidéer. Inga underarter finns listade i Catalogue of Life.